# Cattedrale di Getafe
La cattedrale della Maddalena (in spagnolo:  catedral de la Magdalena) è il principale luogo di culto del comune di Getafe, in Spagna, sede vescovile dell'omonima diocesi.

## Storia
La costruzione cominciò nel 1549 dove esisteva già una chiesa in stile mudéjar, della quale si conserva il campanile e che fu demolita con lo scopo di creare un tempio più grande, visto l'aumento della popolazione nel comune di Getafe. Gli stile predominanti sono quello rinascimentale, quello barocco e quello mudéjar della torre campanaria. I lavori terminarono nel 1770.
La chiesa è stata oggetto di un ampio riconsolidamento del terreno tramite micropali ed è stata riaperta nel 2007.

## Arte

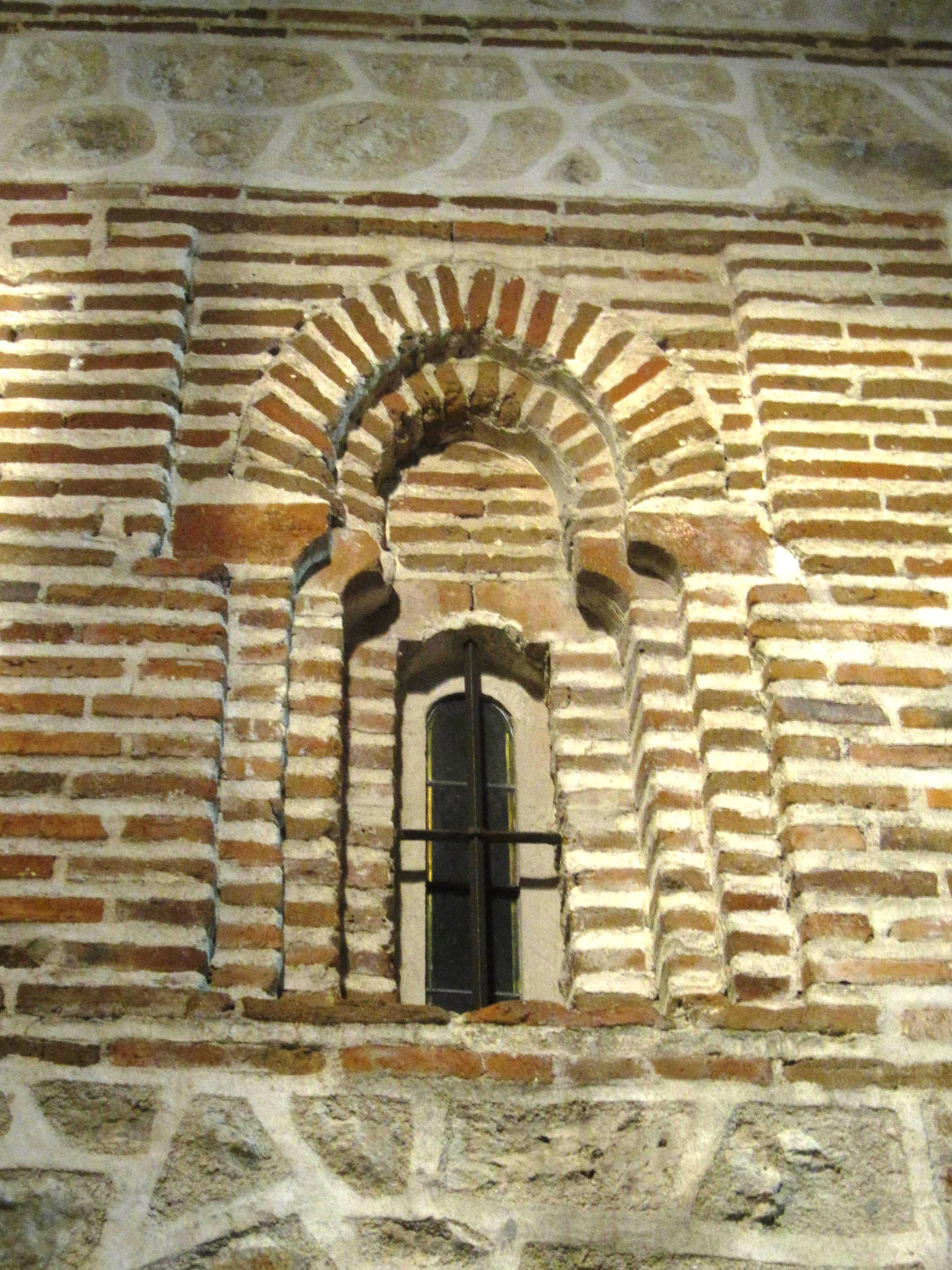
Finestra in stile mudéjar della torre

La pianta presenta tre navate. La decorazione delle pareti e della volta è sobria ed elegante. La pala d'altare, realizzato da Alonso Carbonel tra il 1612 e il 1618 presenta le sculture di Antonio de Herrera Barnuevo y Antón de Morales.